# 3978 Klepešta
3978 Klepešta eller 1983 VP1 är en asteroid i huvudbältet som upptäcktes den 7 november 1983 av den tjeckiske astronomen Zdeňka Vávrová vid Kleť-observatoriet. Den är uppkallad efter den tjeckiske astronomen Josef Klepešta.
Asteroiden har en diameter på ungefär 29 kilometer.